# NGC 737
NGC 737 – gwiazda potrójna (asteryzm) znajdująca się w gwiazdozbiorze Trójkąta, widoczna na tle galaktyki NGC 736. Tworzące ją gwiazdy ustawione są w jednej linii. Zaobserwował ją 11 października 1850 roku Bindon Stoney – asystent Williama Parsonsa i błędnie skatalogował jako obiekt typu mgławicowego.